# Bay L'Argent
Bay L'Argent is een gemeente (town) in de Canadese provincie Newfoundland en Labrador. De gemeente ligt in het noordwesten van het schiereiland Burin aan de zuidkust van het eiland Newfoundland.

## Demografie
Demografisch gezien is Bay L'Argent, net zoals de meeste kleine dorpen op Newfoundland, aan het krimpen. Tussen 1991 en 2021 daalde de bevolkingsomvang van 403 naar 234. Dat komt neer op een daling van 41,9% in dertig jaar tijd.
| Jaar | Aantal inwoners | Verschil |
| ---- | --------------- | -------- |
| 1991 | 403             | –        |
| 1996 | 377             | -6,5%    |
| 2001 | 320             | -15,1%   |
| 2006 | 287             | -10,3%   |
| 2011 | 285             | -0,7%    |
| 2016 | 241             | -15,4%   |
| 2021 | 234             | -2,9%    |